# Żywot Pana Jezu Krysta
Żywot wszechmocnego syna bożego, Pana Jezu Krysta, stworzyciela i Zbawiciela stworzenia wszytkiego – utwór narracyjny prozą Baltazara Opeca w języku polskim, wydany po raz pierwszy w 1522 w Krakowie przez Hieronima Wietora.

## Opis dzieła
Pełny tytuł dzieła to: Żywot wszechmocnego syna bożego, Pana Jezu Krysta, stworzyciela i Zbawiciela stworzenia wszytkiego. Wedle ewanielist świętych, z rozmyślanim nabożnym doktorów Świętego Pisma ogarniony. Item Modlitwy rozkoszne przy umęczeniu Bożym nowo są przyłożony.
Utwór w zasadniczej części jest swobodnym przekładem powstałego w XIII w. dzieła Meditationes vitae Christi autorstwa Joannesa de Caulibus. Meditationes są kompilacją różnych źródeł, m.in. traktatu pasyjnego św. Bonawentury. Oprócz tego Opec wykorzystał też inne pieśni i utwory apokryficzne (w tym prawdopodobnie Rozmyślanie przemyskie).
Żywot opisuje dzieje Maryi od urodzenia, następnie wspólne losy z Jezusem, rozbudowaną historię pasyjną, aż do zaśnięcia i wniebowzięcia Maryi. Część faktów zaczerpnięta jest z Nowego Testamentu. Zostały one uzupełnione wątkami apokryficznymi.

## Wydania
Żywot jest jedną z najstarszych książek wydanych w języku polskim. Ukazała się dwukrotnie w 1522, następnie w 1538 i 1541. Dzieło cieszyło się dużą popularnością. W sumie wyszło ponad 40 jego wydań.
Pierwsze wydanie z 1522 ozdobione było drzeworytami Hansa Schäufeleina. Poprzedzone zostało przedmową Wietora, zawierającą m.in. deklarację publikowania dzieł w języku polskim. W książce znalazły się też dwa wierszowane utwory w formie wypowiedzi Marii (Napominanie Naświętszej Maryjej Matuchny Bożej do krześcijanina wiernego) i Syna (Wtore napominanie Pana Jezusowe do człowieka wszelkiego), autorstwa Hieronima Spiczyńskiego oraz poemat Jana z Koszyczek o życiu Zbawiciela (Pokorne wspomnienie żywota Pana Jezusowego). Wewnątrz samego dzieła zawarte są utwory poetyckie, prawdopodobnie autorstwa Opeca. Dwa z nich to przekłady łacińskich pieśni bożonarodzeniowych (Wesoły nam dzień nastał, / narodzenia, Z Bożego Narodzenia). Dwie pozostałe, również bożonarodzeniowe, odbiegają charakterem od innych pieśni w języku polskim (Nabożna rozmowa świętego Biernata z Panem Jezusem, Nabożne i rozkoszne tolenie… Pana Jezusa).
Drugie wydanie z 1522 ukazało się nakładem Jana Hallera. Poprzedzone zostało przedmową Jana Maleckiego, uzupełnioną krótkimi wierszami (Ku czcicielowi oraz rozpoczynający się incipitem Śmierć Krystowę, śmierć swą zawżdy). W tekście dzieła oprócz wierszy bożonarodzeniowych z pierwszego wydania znalazły się pieśni kościelne: Krystus już zmartwychwstał, Trzy Maryje poszły, Ukazał się Maryi, Wesoły nam dzien nastał, Dzięki już wszytcy oddajmy Panu Bogu, Zawitaj k nam, Duchu święty, Zdrowaś, gwiazdo morska, Duchu Święty, raczyż przyjdź k nam, Krzyżu wierny i wyborny, Idą krolewskie proporce.
Do czasów współczesnych zachowało się kilka egzemplarzy dzieła. Jeden z nich, będący częścią zbiorów dawnej Biblioteki Ordynacji Zamojskiej, jest obecnie własnością Biblioteki Narodowej. Od 2024 prezentowany jest na wystawie w Pałacu Rzeczypospolitej.